# Rhodes (Iowa)
Rhodes és una població dels Estats Units a l'estat d'Iowa. Segons el cens del 2000 tenia 294 habitants.

## Demografia
Segons el cens del 2000, Rhodes tenia 294 habitants, 123 habitatges, i 76 famílies. La densitat de població era de 111,3 habitants/km².
Dels 123 habitatges en un 33,3% hi vivien nens de menys de 18 anys, en un 52% hi vivien parelles casades, en un 6,5% dones solteres, i en un 37,4% no eren unitats familiars. En el 30,1% dels habitatges hi vivien persones soles el 13% de les quals corresponia a persones de 65 anys o més que vivien soles. El nombre mitjà de persones vivint en cada habitatge era de 2,39 i el nombre mitjà de persones que vivien en cada família era de 2,99.
Per edats la població es repartia de la següent manera: un 27,6% tenia menys de 18 anys, un 7,1% entre 18 i 24, un 25,5% entre 25 i 44, un 26,5% de 45 a 60 i un 13,3% 65 anys o més.
L'edat mediana era de 36 anys. Per cada 100 dones de 18 o més anys hi havia 95,4 homes.
La renda mediana per habitatge era de 33.750 $ i la renda mediana per família de 41.786 $. Els homes tenien una renda mediana de 34.375 $ mentre que les dones 22.500 $. La renda per capita de la població era de 16.376 $. Entorn del 8,3% de les famílies i l'11,6% de la població estaven per davall del llindar de pobresa.

## Poblacions més properes
El següent diagrama mostra les poblacions més properes.